# Campeonato Mundial de Ciclismo em Pista de 1949
O Campeonato Mundial UCI de Ciclismo em Pista de 1949 foi realizado na cidade de Copenhague, na Dinamarca entre os dias 22 e 28 de agosto. Foram disputadas cinco provas masculinas, três de profissionais e duas para amadores.
O Velódromo de Ordrup construído em 1888, com pista em cimento de 370 m de comprimento foi totalmente remodelado para o Campeonato Mundial.

## Sumário de medalhas

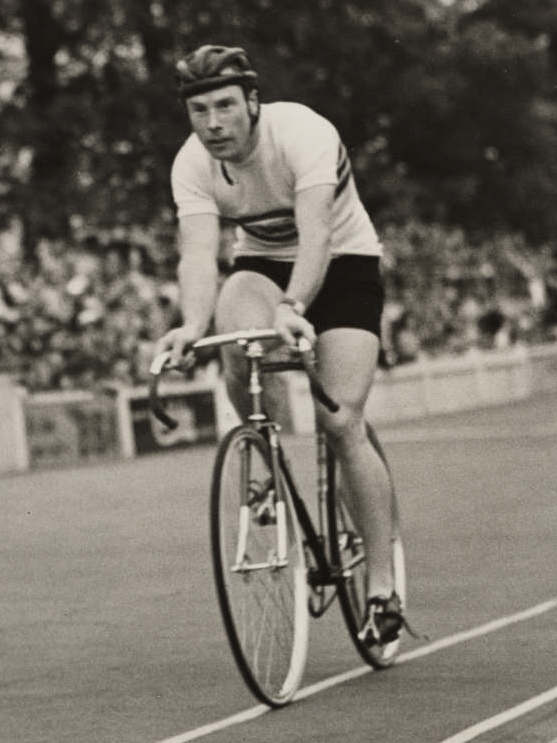
Reg Harris vencedor da prova de velocidade

| Provas profissionais - masculino |                              |                                |                                |
| Velocidade individual            | Reg Harris · Reino Unido     | Jan Derksen · Países Baixos    | Arie van Vliet · Países Baixos |
| Perseguição individual           | Fausto Coppi · Itália        | Lucien Gillen · Luxemburgo     | Wim van Est · Países Baixos    |
| Motor-paced                      | Elio Frosio · Itália         | Jan Pronk · Países Baixos      | Raoul Lesueur · França         |
| Provas amadoras - masculino      |                              |                                |                                |
| Velocidade individual            | Sydney Patterson · Austrália | Jacques Bellenger · França     | John Held · Estados Unidos     |
| Perseguição individual           | Knud Andersen · Dinamarca    | Cyril Cartwright · Reino Unido | Aldo Gandini · Itália          |

## Quadro de medalhas
| Ordem | País           | Medalha de ouro | Medalha de prata | Medalha de bronze | Total |
| ----- | -------------- | --------------- | ---------------- | ----------------- | ----- |
| 1     | Itália         | 2               | 0                | 1                 | 3     |
| 2     | Reino Unido    | 1               | 1                | 0                 | 2     |
| 3     | Austrália      | 1               | 0                | 0                 | 1     |
| -     | Dinamarca      | 1               | 0                | 0                 | 1     |
| 5     | Países Baixos  | 0               | 2                | 2                 | 4     |
| 6     | França         | 0               | 1                | 1                 | 2     |
| 7     | Luxemburgo     | 0               | 1                | 0                 | 1     |
| 8     | Estados Unidos | 0               | 0                | 1                 | 1     |